# Potamothrix hammoniensis
Potamothrix hammoniensis är en ringmaskart som först beskrevs av Wilhelm Michaelsen 1901.  Potamothrix hammoniensis ingår i släktet Potamothrix och familjen glattmaskar. Arten är reproducerande i Sverige. Inga underarter finns listade i Catalogue of Life.